# Hängende Einarbeitung
Die hängende Einarbeitung ist in der Textilverarbeitung die übliche Art des Einbringens vor allem von wärmenden Einlagen und von Hydromembranen in die Oberbekleidung.
Hierbei werden die Textilien nicht vollflächig verklebt oder an allen Kanten vernäht. Die Einlage liegt zwischen dem Oberstoff und dem Futter und wird lediglich an den Nähten durch Fixierbänder gehalten. Dadurch wird die Wärmewirkung der Warmeinlagen gegenüber dem vollflächigen Kleben verbessert, auch ist der Energieverbrauch geringer.